# ليشانو نيكوني
ليشانو نيكوني (بالإيطالية: Lisciano Niccone)‏ هي بلدية في مقاطعة بيرودجا في إقليم أومبريا في إيطاليا.

## السكان
في سنة 1861 بلغ عدد السكان 1٬892 نسمة، وتطور العدد ليصل في سنة 2011 لـ 624 نسمة.
يظهر هذا المخطط البياني تطور النمو السكاني لـ ليشانو نيكوني